# Gaceta de Tenerife
La Gaceta de Tenerife fue un periódico español editado en Santa Cruz de Tenerife entre 1910 y 1938.

## Historia
Comenzó a editarse en 1910, como una publicación con una línea editorial derechista. Durante el periodo de la Segunda República el diario se alineó con la CEDA y constituyó uno de los periódicos derechistas más leídos de Tenerife. Continuó editándose tras el estallido de la Guerra civil. Su último número es del 2 de octubre de 1938.